# Hans Rinsch
Hans Rinsch geboren als Johann Christoph Hermann von der Heiden (* 3. Mai 1893 in Wiedenbrück; † 26. Juni 1974 in Simmern/Hunsrück) war ein deutscher Politiker (CDU).

## Leben
Der römisch-katholische Hans Rinsch studierte in Braunschweig Pharmazie, 1921 schloss er seine Studien mit der Promotion ab, bevor er 15 Jahre darauf als Apotheker am 1. April 1936 die Schwanenapotheke in Simmern übernahm.
Nach dem Ende des Zweiten Weltkriegs und der Zeit des Nationalsozialismus war Rinsch vom 12. Dezember 1946 bis zum 1. November 1964 Erster Kreisdeputierter des Landkreises Simmern und somit erster Vertreter des Landrates. In dieser Funktion versah er während der Stellenvakanz nach der Absetzung von Lutwin Jülich durch die französischen Besatzungsbehörden in den Jahren von 1946 bis 1950 zweimal die Verwaltung des Kreises, zunächst vom 12. Dezember 1946 bis zum 25. März 1947 und schließlich vom 15. September 1949 bis zum 4. Oktober 1950. Rinsch war zudem stellvertretender Vorsitzender des Verwaltungsrates der Kreissparkasse, beratendes Mitglied in Kreistag und Kreisausschuss sowie im Landkreistag von Rheinland-Pfalz Mitglied des Hauptausschusses. Von 1947 bis 1949 und von 1952 bis 1964 war er Vorsitzender des CDU-Kreisverbandes Simmern.
Während seiner Zugehörigkeit zum Rheinland-Pfälzischen Landtages von 1955 bis 1963 war ihm besonders die Vertretung des Schul- und Straßenbaus im Landkreis Simmern ein Anliegen. Mehrfach wurde Rinsch geehrt, so am 26. Oktober 1959 mit der Freiherr-vom-Stein-Plakette, am 3. Mai 1963 mit dem Ehrenschild des Landkreises Simmern und im selben Jahr mit der Verleihung des Verdienstkreuzes 1. Klasse des Verdienstordens der Bundesrepublik Deutschland.